# Морис (цртач)
Морис де Бевер (: []; 1. децембар 1923 – 16. јул 2001), познатији под псеудонимом Морис (фр. Morris, : []), био је белгијски стрип аутор, цртач и илустратор, стваралац популарног франко-белгијског стрипа Талични Том. 

## Bиографија и уметничка каријера
Родом франкофони Белгијанац, али као и сваки Фламанац још као дете научио је течно да говори и холандски. Већ као дете волео је искључиво да црта. Похађао је престижну средњу школу у Алст (Collège Saint-Joseph d'Alost), где је његов учитељ математике напоменуо да
| „никад ништа од њега неће бити, јер цео час само шкраба свеску уместо да пази.” |

Тако је и било, али је од њега ипак постало нешто – цртач светског гласа.
Узгред, толико га је "надахнула" језуитска црна униформа те школе (фратри су носили дуге црне мантије), да ју је касније цртао у свом стрипу – као униформа погребника, а фигура строгих свештеника се преобразила у ликове на дивљем западу. На такав саркастично-комичан начин се светио учитељима који су га младог тако отписали.
Најпре га је занимала анимација, и то толико озбиљно, да је са десет година већ приређивао мале премијере цртаћа за пријатеље у форми фолиоскопије. Млади Морис је имао тако јаке аспирације ка анимираним ликовима да је негде у кући ископао чудо предратних времена "Pathé Baby" филм-пројектор (у мас-продукцији од 1922. године), на коме је могао да пушта филмове у успореном снимку и тако је научио како анимација функционише.
После средњег образовања отишао је да студира право на Универзитету у Левену, само да би избегао послове које не воли а нарочито не желећи да преузме фабрику украсних лула свог оца. Међутим, његова интересовања су била и остала у цртаним филмовима. Током студија даље се усавршавао на пољу анимације узимајући дописне часове курса Le Dessin facile (=Лако до цртања) најпозантијег француског редитеља анимираних филмова Жан Имажа (фр. Jean Image). На марљиво испраћене задатке је поред исправки, редовно добијао и личне поруке подстрека од аутора из Париза. Самоиницијативно је развио коресподанцију и са најпозантијим белгијским аниматором времена Јулесом Лујцким (хол. Jules Luycks), који је у Антверпену радио на анимираном филму о каубоју Јув Таи (хол. Ouwe Taaie).
Захваљујући свему томе, желео је да нађе посао у индустрији цртаних филмова, на прави ужас родитеља, који су веровали да се ту ни за 'леб не може зарадити.
Са навршених 20 година Морис започиње уметничку каријеру у малом студију за цртане филмове Белгијскe новинскe компанијe CBA (фр. Compagnie belge d'actualités) где је уз апликацију морао да докаже и своје умеће цртања – правећи филм на коме сликар меша боје на својој палети, а затим почиње да слика. Студио је убрзо, због колаборације власника Пола Наганта са немачким окупатором затворен, али је и са овако кратким веком трајања изнедрио крем франко-белгијске стрип-сцене: овде је Морис упознао Пеја, Андреа Франкина и Едија Папе. Касније ће са Франкином, Вилом (Will) и Жижеом формирати групу илустратора који ће добити уметнички надимак „La Bande des quatre“ (=Четворочлана дружина).
Године 1944. Морис је већ успешни илустратор разних новина и часописа. У то време направио је више од 250 колор насловница магазина и безброј унутрашњих илустрација, углавном карикатура познатих личности.
Након завршетка рата, 1946. Морис одлази у издавачку кућу Дипи (фр. Dupuis) где почиње његова авантура са стрипом. У исти мах ствара Таличног Тома чија прва епизода "Arizona 1880" излази у Дипијевом стрип-часопису Спиру, на француском језику. Свеске каубоја Таличног излазе редовно и године 1948. када Морис, заједно са Франкином и Жижеом одлази у посету САД, које сматрају најважнијом земљом стрипа. Док се остали у јуну 1949., након неколико месеци проведених у Мексику, враћају у Европу, Морис остаје да живи у Сједињеним Државама, одакле наставља да шаље табле Таличног листу Спиру (првих 31 свесака – све до 1968. – издаје Дипи). У Сједињеним Државама сусреће неке од својих пређашњих идола, између осталог Харвија Курцмана и Џека Дејвиса са којима 1952. године сарађује на стварању часописа Мад. Ту је такође упознао Ренеа Госинија, који је у Америци радио за цртачки студио Курцманa и Џона Северина.
Уметничка сарадња са Госинијем доноси новине не само у самом изгледу стрипа и квалитету прича (Госини пише сценарио свих епизода од 1955. па до своје смрти 1977.) већ и напуштању издавача Дипи и часописа Спиру. Серија Талични се из Белгије сели у Француску, те се до 1973. објављује у стрип-часопису Пилот издавачке куће Дарго. Од марта 1974. све популарнији Талични (енгл. Lucky Luke) коначно добија свој властити стрип-месечник.
Морисов "усамљени каубој" је најпродаванији европски стрип свих времена, са више од 300 милиона штампаних примерака дистрибуираних на више од 30 језика.

## Морисови стрипови у другим медијима
Године 1983. холивудски студио Хана и Барбера прави успешну серију од 52 цртана филма Lucky Luke. Иако квалитет цртежа на целулоиду није конзистентан и одскаче од квалитета стрипа, због доброг пријема код деце, којој је серија и била намењена, до почетка деведесетих снимају се још 52 епизоде. Након тога Талични добија и серију играних филмова – најпознатији 1991. са Теренс Хилом у главној улози. Познати глумац је сам режирао дело, које се сматра првој (успешнијој) адаптацији стрипа Талични Том у играном филму. Истоимени филм пренет је и на телевизију у виду пилот-серијала распоређених у осам епизода (1992).
Савременије адаптације сам Морис није могао да доживи. Један од њих уједно је и најскупљи пројекат у историји Европске кинематографије, снимљен 2004. под насловом Les Dalton, са Тил Швајгером у главној улози. Најновија адаптација намењена биоскопима била је филм у француско-аргентинској продукцији Lucky Luke (2009), са Жан Дижарденом у улози Таличног.
Настала је и серија видео-игара, нпр. за PlayStation и Game Boy конзоле, али и за Виндоуз рачунаре.
Занимљиво је, да упркос ранијем занимању за анимацију, Морис сам није радио на цртаним серијалима и није учествовао у изради филмова. Два анимирана дугометражна филма (још 1971. и 1978. године) пренео је на целулоид Госини.
Године 1987. Морис ипак започиње још један стрип пројекат, први ван серије Талични, додуше спиноф базиран на авантурама "најглупљег пса Запада" Рантанплана (или "Лајавка" у неким нашим преводима), који 2006. такође добија свој ТВ серијал, са дебитовањем на France 3 и Disney Cinemagic каналима.

## Уметнички утицаји
Цео живот Мориса вртио се око карикатуре. Као мали одушевљавао се Дизнијевим креацијама, а од Микијевих цртача омиљен му је био Флојд Готфредсон (стрипове о Микију читао је у Mickey Mouse Weekly-ју, британској варијанти Микијевог Забавника). Поред цртаћа Мачак Феликс и Бети Буп аниматора Пата Саливена и Макса Флејшера које је гледао на филму, обожавао је и код нас популарне креације Харолда Кнера (Harold Knerr) Бима и Бума. На његов рани уметнички развој утицао је стил Попајевог творца E. K. Сегара, као и у Белгији веома популаран Ержеов стрип Тинтин.
Захваљујући њима и уз помоћ своје неизмерне уметничке инспирације развио је препознатљив, данас свима познат стил унутар динамично-комичног Cartoon Crazy жанра.
Након Морисове смрти 2001. године цртање његових стрипова преузимају други аутори, пазећи на Морисов карактеристичан стил. Таква одлука је у Француској, где је стрип важан део културе, оправдана, пошто потражња за новим стип-издањима не пада, из генерације у генерацију.